# Gereb Bi'ati
Gereb Bi’ati est un réservoir qui se trouve dans le woreda d’Inderta au Tigré en Éthiopie. Le barrage a été construit en 2000 par SAERT.

## Caractéristiques du barrage
- Hauteur : 17 mètres
- Longueur de la crête : 578 mètres
- Largeur du déversoir : 40 mètres

## Capacité
- Capacité d’origine : 1 005 841 m3
- Tranche non-vidangeable : 232 728 m3
- Superficie : 17 ha
- Périmètre irrigué planifié : 88 ha

## Environnement
Le bassin versant du réservoir a une superficie de 9,71 km2, un périmetre de 14,24 km, et une longueur de 4 960 mètres. Grâce au fait qu’on peut organiser que les flots chargés de sédiments n’entrent pas dans le réservoir, celui-ci subit une sédimentation moins rapide,. La lithologie du bassin est composée de Schiste d’Agula et Dolérite de Mekelle. Une partie des eaux du réservoir est perdue par percolation ; un effet secondaire et positif est que ces eaux contribuent à la recharge des aquifères.